# Pero naranja
Pero naranja là một loài bướm đêm trong họ Geometridae.